# Žaludice
Žaludice (Disciseda) je rod stopkovýtrusých saprotrofních hub, který patří mezi tzv. břichatky (Geastraceae). Rod byl popsán v roce 1845 na základě typového druhu Disciseda collabescens.
Jde o xerofilní houby rostoucí na aridních stanovištích. Plodnice se vyvíjejí dolů místem, kde se později otevře ústí, a po dokončení vývoje se oddělí od substrátu a vnější silou (vítr, živočichové) se otočí do finální polohy ústím vzhůru. Ústím odcházejí výtrusy, které se šíří větrem.

## Středoevropské druhy
- Disciseda bovista (Klotzsch) P. Henn. – žaludice tuhá
- Disciseda candida (Schwein.) Lloyd (syn. Disciseda circumscissa (Berk. et M. A. Curtis) Hollós) – žaludice lysá = žaludice bělostná = žaludice obřízná
- Disciseda hyalothrix Hollós
- Disciseda verrucosa G. Cunn. (syn. Disciseda arida Velen.) – žaludice vyprahlá